# Eliminatórias da Copa do Mundo FIFA de 2014 - Europa (Grupo I)
O Grupo I das eliminatórias da Europa para a Copa do Mundo FIFA de 2014 foi formado por Espanha, França, Bielorrússia, Geórgia e Finlândia.
O vencedor do grupo qualificou-se automaticamente para a Copa do Mundo de 2014. Além dos demais oito vencedores de grupos, os oito melhores segundos colocados avançaram para a segunda fase, disputada no sistema de play-offs.

## Classificação
| Pos | Equipe       | Pts | J | V | E | D | GP | GC | SG  | Classificado                              |  | ESP | FRA | FIN | GEO | BLR |
| --- | ------------ | --- | - | - | - | - | -- | -- | --- | ----------------------------------------- |  | --- | --- | --- | --- | --- |
| 1   | Espanha      | 20  | 8 | 6 | 2 | 0 | 14 | 3  | +11 | qualificadas para a Copa do Mundo de 2014 |  | —   | 1–1 | 1–1 | 2–0 | 2–1 |
| 2   | França       | 17  | 8 | 5 | 2 | 1 | 15 | 6  | +9  | qualificadas para a segunda fase          |  | 0–1 | —   | 3–0 | 3–1 | 3–1 |
| 3   | Finlândia    | 9   | 8 | 2 | 3 | 3 | 5  | 9  | −4  | Eliminado                                 |  | 0–2 | 0–1 | —   | 1–1 | 1–0 |
| 4   | Geórgia      | 5   | 8 | 1 | 2 | 5 | 3  | 10 | −7  | Eliminado                                 |  | 0–1 | 0–0 | 0–1 | —   | 1–0 |
| 5   | Bielorrússia | 4   | 8 | 1 | 1 | 6 | 7  | 16 | −9  | Eliminado                                 |  | 0–4 | 2–4 | 1–1 | 2–0 | —   |

## Resultados
| 7 de setembro de 2012 | Geórgia         | 1 – 0     | Bielorrússia | Estádio Boris Paichadze, Tbilisi               |
| 21:00 (UTC+4)         | Okriashvili 52' | Relatório |              | Público: 20 000 Árbitro: BUL Stanislav Todorov |

| 7 de setembro de 2012 | Finlândia | 0 – 1     | França    | Estádio Olímpico, Helsinque                |
| 21:30 (UTC+3)         |           | Relatório | Diaby 20' | Público: 35 111 Árbitro: SCO Craig Thomson |

| 11 de setembro de 2012 | Geórgia | 0 – 1     | Espanha     | Estádio Boris Paichadze, Tbilisi               |
| 21:30 (UTC+4)          |         | Relatório | Soldado 86' | Público: 54 598 Árbitro: NOR Svein Oddvar Moen |

| 11 de setembro de 2012 | França                               | 3 – 1     | Bielorrússia | Stade de France, Saint-Denis               |
| 21:00 (UTC+2)          | Capoue 48' · Jallet 68' · Ribéry 80' | Relatório | Putsila 71'  | Público: 52 552 Árbitro: TUR Hüseyin Göçek |

| 12 de outubro de 2012 | Finlândia      | 1 – 1     | Geórgia    | Estádio Olímpico, Helsinque                    |
| 18:30 (UTC+3)         | Hämäläinen 62' | Relatório | Kashia 56' | Público: 12 607 Árbitro: UKR Yevhen Aranovskiy |

| 12 de outubro de 2012 | Bielorrússia | 0 – 4     | Espanha                        | Estádio Dínamo, Minsk                       |
| 21:00 (UTC+3)         |              | Relatório | Alba 12' · Pedro 21', 69', 79' | Público: 28 800 Árbitro: BEL Serge Gumienny |

| 16 de outubro de 2012 | Bielorrússia            | 2 – 0     | Geórgia | Estádio Dínamo, Minsk                             |
| 19:00 (UTC+3)         | Bressan 6' · Drahun 28' | Relatório |         | Público: 15 300 Árbitro: AUT Robert Schörgenhofer |

| 16 de outubro de 2012 | Espanha          | 1 – 1     | França       | Estádio Vicente Calderón, Madri          |
| 21:00 (UTC+2)         | Sergio Ramos 25' | Relatório | Giroud 90+4' | Público: 46 825 Árbitro: GER Felix Brych |

| 22 de março de 2013 | Espanha          | 1 – 1     | Finlândia | El Molinón, Gijón                           |
| 20:45 (UTC+1)       | Sergio Ramos 49' | Relatório | Pukki 79' | Público: 27 637 Árbitro: ROU Ovidiu Haţegan |

| 22 de março de 2013 | França                                   | 3 – 1     | Geórgia        | Stade de France, Saint-Denis            |
| 21:00 (UTC+1)       | Giroud 45+1' · Valbuena 47' · Ribéry 61' | Relatório | Kobakhidze 71' | Público: 71 147 Árbitro: CRO Ivan Bebek |

| 26 de março de 2013 | França | 0 – 1     | Espanha   | Stade de France, Saint-Denis               |
| 21:00 (UTC+1)       |        | Relatório | Pedro 58' | Público: 78 329 Árbitro: HUN Viktor Kassai |

| 7 de junho de 2013 | Finlândia         | 1 – 0     | Bielorrússia | Estádio Olímpico, Helsinque             |
| 19:00 (UTC+3)      | Shitov 57' (g.c.) | Relatório |              | Público: 24 916 Árbitro: ISR Eli Hacmon |

| 11 de junho de 2013 | Bielorrússia    | 1 – 1     | Finlândia | Estádio Central, Gomel                     |
| 20:00 (UTC+3)       | Verkhovtsov 85' | Relatório | Pukki 24' | Público: 10 100 Árbitro: CZE Libor Kovařík |

| 6 de setembro de 2013 | Geórgia | 0 – 0     | França | Estádio Boris Paichadze, Tbilisi           |
| 22:15 (UTC+4)         |         | Relatório |        | Público: 26 360 Árbitro: TUR Fırat Aydınus |

| 6 de setembro de 2013 | Finlândia | 0 – 2     | Espanha                | Estádio Olímpico, Helsinque             |
| 21:30 (UTC+3)         |           | Relatório | Alba 19' · Negredo 86' | Público: 37 492 Árbitro: CRO Ivan Bebek |

| 10 de setembro de 2013 | Geórgia | 0 – 1     | Finlândia          | Estádio Mikheil Meskhi, Tbilisi               |
| 21:00 (UTC+4)          |         | Relatório | Eremenko 74' (pen) | Público: 25 321 Árbitro: CYP Leontios Trattou |

| 10 de setembro de 2013 | Bielorrússia                 | 2 – 4     | França                                        | Estádio Central, Gomel                      |
| 22:00 (UTC+3)          | Filipenko 32' · Kalachev 57' | Relatório | Ribéry 47' (pen), 64' · Nasri 71' · Pogba 73' | Público: 12 203 Árbitro: ITA Daniele Orsato |

| 11 de outubro de 2013 | Espanha                | 2 – 1     | Bielorrússia   | Iberostar Estádio, Palma de Maiorca      |
| 22:00 (UTC+2)         | Xavi 61' · Negredo 78' | Relatório | Kornilenko 89' | Público: 22 900 Árbitro: NED Bas Nijhuis |

| 15 de outubro de 2013 | França                               | 3 – 0     | Finlândia | Stade de France, Saint-Denis                     |
| 21:00 (UTC+2)         | Ribéry 8' · Toivio 75' · Benzema 87' | Relatório |           | Público: 70 156 Árbitro: GRE Michael Koukoulakis |

| 15 de outubro de 2013 | Espanha                | 2 – 0     | Geórgia | Estádio Carlos Belmonte, Albacete          |
| 21:00 (UTC+2)         | Negredo 26' · Mata 61' | Relatório |         | Público: 16 133 Árbitro: GER Florian Meyer |